# Castell de Codnor

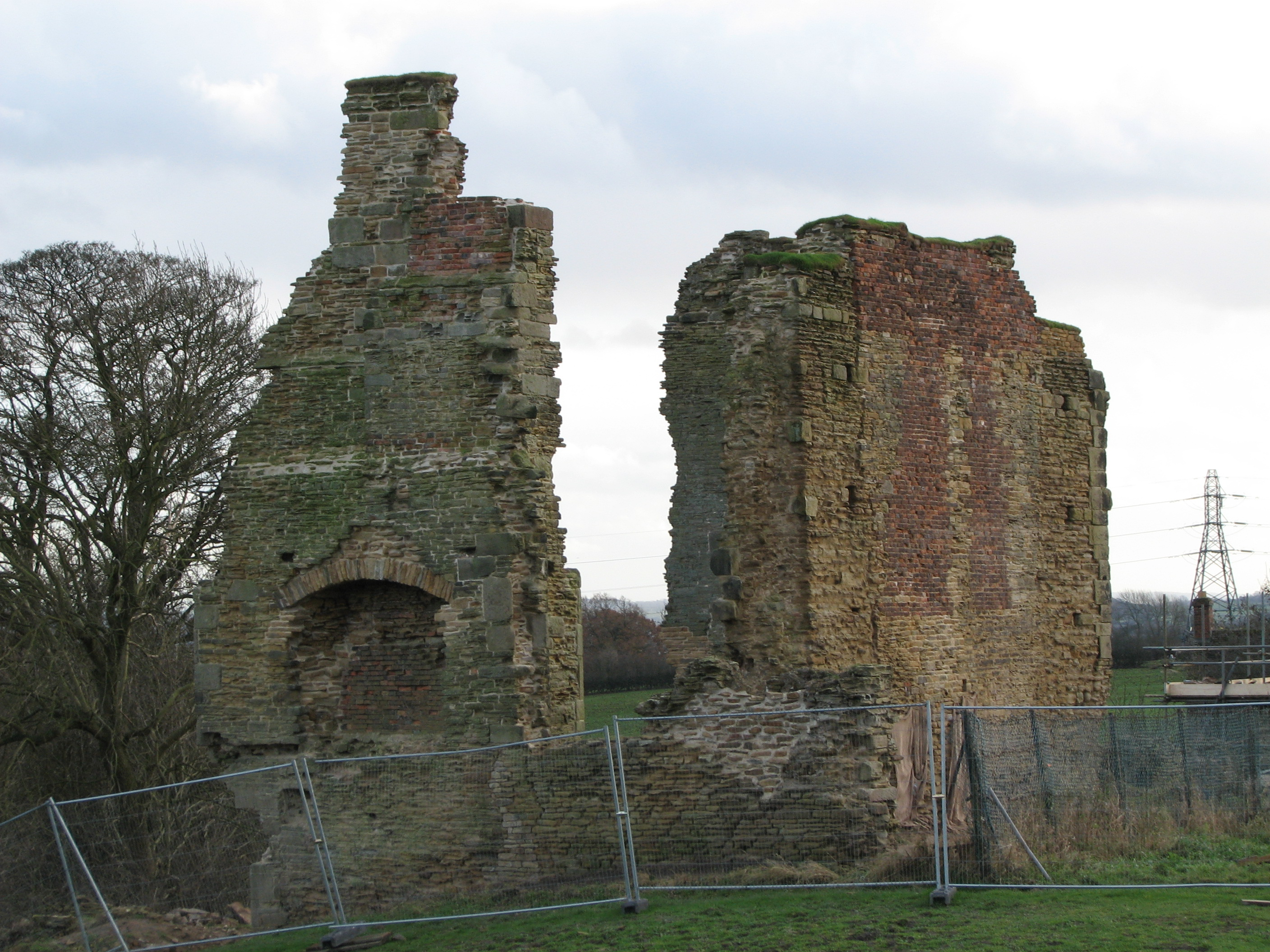
Vista des del nord-oest

El castell de Codnor és un castell en ruïnes del segle xviii localitzat a Derbyshire (Anglaterra). Les terres al voltant de Codnor van passar a ser de la jurisdicció de William Peverel després de la conquesta normanda d'Anglaterra. Tot i que està registrat com un monument planificat el lloc és oficialment un edifici en risc.
El castell consisteix en una torre d'homenatge de pedra i un castell de mota i pati i va ser establert per William Peverel. Els fragments que en queden avui en dia són de la torre d'homenatge de tres pisos, d'una paret gruixuda amb una rasa al costat i flanquejada per torres rodones. El castell de mota i pati exterior està en un nivell inferior i va ser construït durant un període posterior. Des del castell s'observa la vall d'Erewash i les regions de Derbyshire i Nottinghamshire. Originalment tenia una profunda fossa, i al seu costat est hi havia una gran abundància d'arbres que actualment han estat tallats. Al costat oest hi havia un pati emmurallat per grans torres rodones. En altres parts de les ruïnes es pot veure que les muralles exteriors tenien espiells per si els arquers els havien de fer servir.
L'any 1211 era propietat de Henry de Grey, un descendent del cavaller normand Anchetil de Greye. Els descendents de Henry inclouen la llarga línia de senyors de Grey de Condor, senyors de Grey de Ruthyn, Wilton i Rotherfield, Lady Jane Grey i els Comtes de Stamford, i les famílies extintes dels Ducs de Suffolk i Kent. El seu fill Richard es va establir a Codnor i va ser un baró lleial a Enric III d'Anglaterra. Juntament amb el seu germà John van servir el rei a la Terra Santa. John Grey va sobresortir en les guerres d'Escòcia i gaudí del favor d'Eduard III d'Anglaterra. Juntament amb William d'Eincourt, el Senyor de Grey hauria comandat tots els cavallers de Derbyshire i Nottinghamshire en cas d'una hipotètica invasió.
Henry, l'últim de la família, va morir durant el regnat d'Enric VIII d'Anglaterra. Va deixar part de les seves terres als seus fills, Henry i Richard. La resta van anar a la seva tieta Elizabeth Gray, que l'any 1429 es va casar amb Sir John Zouche, el fill més jove del quart Baró Zouche de Harringworth. Sir John Zouche de Codnor va ser tres vegades High Sheriff de Derbyshire. El castell va romandre en mans de la família Zouche per dos-cents anys, fins que el van vendre i van emigrar a Virgínia l'any 1634.
Sir Streynsham Master, High Sheriff de Derbyshire, que va habitar el castell l'any 1712, es considera l'última persona en haver viscut al castell.
| « | El castell de Codnor estava situat en un terreny elevat des d'on es podia albirar una gran extensió a l'est. En queden algunes parts de les muralles i un colomer enter. Mirant les muralles i fundacions, sembla haver estat un lloc d'extensió considerable. Al sud tenia una gran cort quadrada, des del qual es podia entrar al castell per dos llocs diferents; en el costat oest hi havia una rasa profunda i a la llera hi creixien arbres alineats en dues files; aquests van ser tallats cap a l'any 1738. El parc que pertanyia al castell contenia unes 2200 acres de terra. Durant la primera part del segle xiii hi havia un castell, i durant el regnat d'Enric III hi vivia Richard de Grey, els descendents del qual —els Barons Grey, de Codnor— el posseïren durant molts anys. L'últim, Henry, un filòsof i alquimista, hi va estar durant el regnat d'Enric IV, i va obtenir una llicència per practicar la transmutació de metalls; va morir cap a l'any 1526, quan l'estat de Codnor va passar a Sir John Zouch, que s'havia casat amb Elizabeth, la tieta de l'últim propietari. L'estat de Codnor va ser venir per Sir John Zouch l'any 1634 a l'arquebisbe Neile i el seu fill, Sir Paul. El seu descendent, Richard Neile, va vendre el feu i el castell de Codnor l'any 1692 a Sir Streynsham Master, que va ser high sheriff l'any 1712. Van ocupar el castell que, tot i estar en ruïnes, va ser erigit de nou a partir de materials trets d'aquestes. | » |

Avui en dia, les reminiscències del castell de Codnor són una fràgil ruïna, i les poques muralles que queden estan suportades per bastides. Alguns senyals al perímetre indiquen que el lloc és actualment propietat d'UK Coal i que l'accés públic està prohibit. De totes maneres, es poden obtenir bones vistes del castell des dels camins públics del voltant.
El juny de 2007, el programa Time Team del Channel 4 va dur a terme una excavació arqueològica al voltant del castell i obtingueren uns resultats bastant interessant. La troballa més espectacular va ser una moneda medieval d'or perfectament preservada que va ser trobada al fossat i que actualment es mostra al Derby Museum and Art Gallery.